# Anatolij Iwanow
Anatolij Wasiljewicz Iwanow, ros. Анатолий Васильевич Иванов (ur. 26 czerwca 1934 w Leningradzie, zm. 2 kwietnia 2012 w Wiedniu) – rosyjski perkusista solowy, kompozytor i dyrygent. Wykładał w konserwatorium imienia N.A. Rimskiego-Korsakowa w St. Petersburgu i jest jednym z najbardziej znanych pedagogów rosyjskiej szkoły gry na perkusji.

## Życie
Iwanow studiował grę na fortepianie i perkusji w Szkole Muzycznej leningradzkiego konserwatorium. W 1957 r. ukończył studia egzaminem u Aleksieja Sobolewa i Wasilija Osadczuka. Od 1952 r. pracownik Państwowej Rosyjskiej Orkiestry Państwowej oraz Orkiestry Jazzowej. Od 1964 r. solowy perkusista i prowadzący w sekcji instrumentów perkusyjnych w Orkiestrze Filharmonii Leningradzkiej pod kierownictwem Jewgienija Mrawinskiego i Jurija Tiemirkanowa. W latach sześćdziesiątych tworzy program organizacji dla zespołu instrumentów perkusyjnych. W roku 1996 pisze pracę metodyczną pod tytułem Играйте в ансамбле ударных инструментов! ("Grajcie w zespole instrumentów perkusyjnych!"). W 1989 r. zakłada zespół Виват, ударные!, odnoszący sukcesy w latach 90. dzięki swoim licznym koncertom, podczas których prezentowane były własne kompozycje Iwanowa oraz jego aranżacje muzyki poważnej.

## Twórczość
Do jego dzieł należą utwory muzyczne dla Orkiestry Ludowej, orkiestry jazzowej, zespołu perkusyjnego na wibrafon, ksylofon, fortepian z orkiestrą, bębny, tubę, siedem utworów na kotły z fortepianem itp. Jednym z jego najważniejszych dzieł jest nowe opracowanie "Albumu dziecięcego" Piotra Czajkowskiego na perkusję, wydane w roku 1995.